# Po (nave ospedale)
La Po (già Vienna, già Wien) è stata una nave ospedale della Regia Marina, già piroscafo passeggeri italiano e in precedenza austroungarico.

## Storia

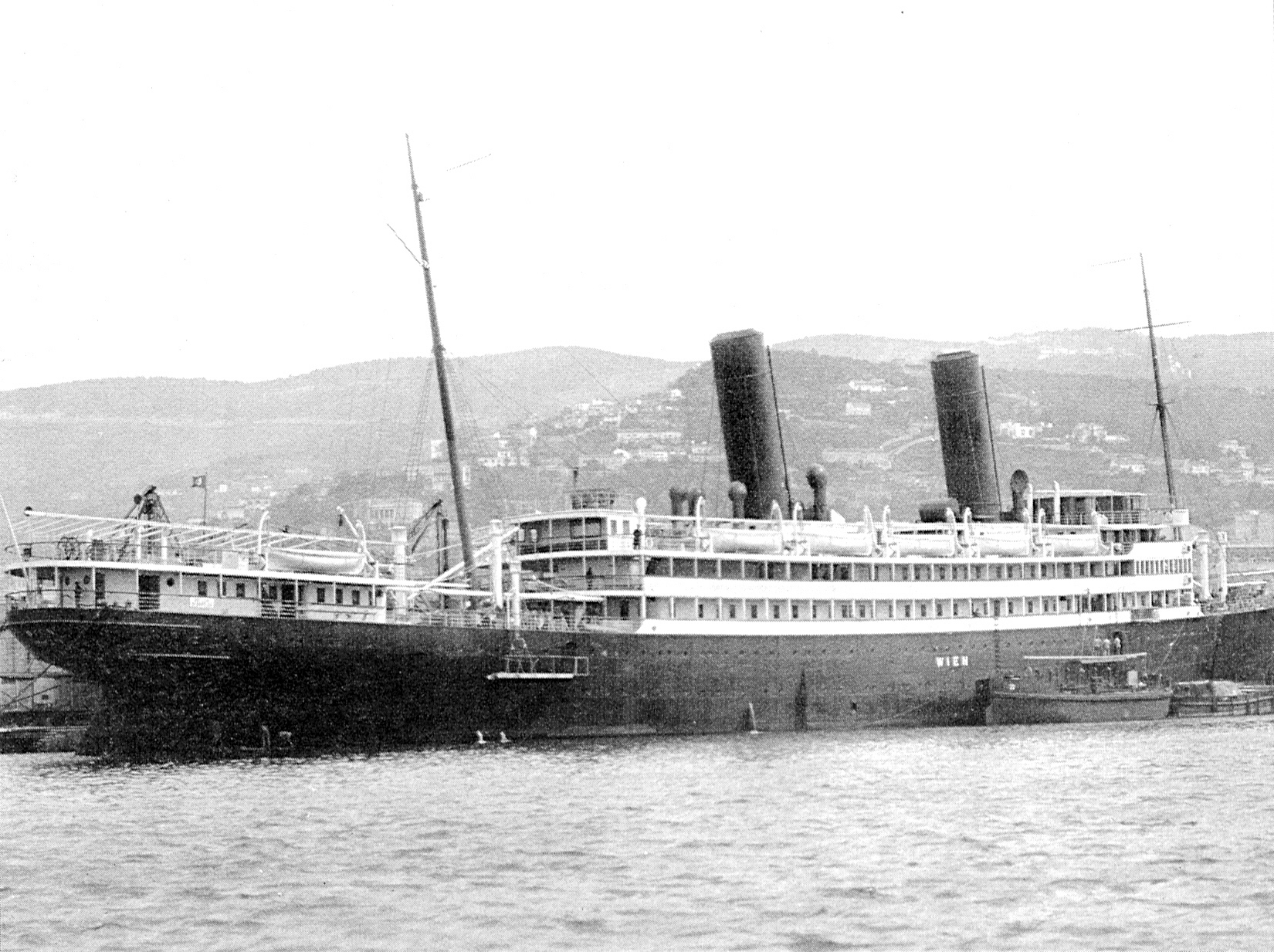
La nave sotto bandiera austroungarica, come Wien.

Costruita tra il 1909 e il 1911 insieme all'unità gemella Helouan per il Lloyd Austriaco, con sede a Trieste, la nave era in origine un piroscafo misto di 7357 tonnellate di stazza lorda e 3199 di stazza netta: battente bandiera austro-ungarica, la nave si chiamava Wien. Propulsa da due macchine a vapore a quadruplice espansione (alimentate da otto caldaie) della potenza di 1580 hp nominali (10.000 CV), la nave era dotata di una discreta velocità per l'epoca (17 nodi), ma era afflitta da problemi di forte rollio e scarsa tenuta al mare. Nelle cabine potevano trovare posto 185 passeggeri in prima classe, 61 in seconda e 54 in terza.
Per alcuni anni Wien e Helouan vennero impiegati sulla linea celere da Trieste ad Alessandria d'Egitto, la cui durata accorciarono di un giorno. Lussuosi e veloci, i due piroscafi furono tra le migliori unità del Lloyd Austriaco.
Requisito il 16 febbraio 1916 dalla k.u.k. Kriegsmarine, il piroscafo venne trasformato in nave ospedale e con tale funzione utilizzato per alcuni mesi. 

Un'altra immagine del Wien in servizio civile.

Rimasto danneggiato alle eliche a causa di un incaglio, il Wien venne temporaneamente restituito al Lloyd Austriaco il 29 giugno 1916, per il tempo necessario alle riparazioni, dopo di che, il 7 dicembre 1917, venne nuovamente requisito e dislocato a Pola, adibito a nave caserma per gli equipaggi degli U-Boote della Kaiserliche Marine di base nel porto istriano. A bordo della nave venne inoltre installata una stazione radio tedesca per intercettare i messaggi trasmessi nel Mediterraneo centrale ed occidentale.

Nella notte tra il 31 ottobre e il 1º novembre 1918 il Wien fu coinvolto nell'Impresa di Pola, nella quale due incursori italiani, Raffaele Rossetti e Raffaele Paolucci, a bordo di un mezzo subacqueo detto mignatta con il quale erano penetrati all'una di notte nel porto (dinanzi al quale erano stati portati dai MAS 94 e 95), affondarono la corazzata austro-ungarica Viribus Unitis. 

Il Wien requisito durante la prima guerra mondiale.

I due operatori, infatti, intorno alle 5:30 del 1º novembre furono scoperti e, prima di abbandonare la mignatta, ne innescarono la carica di autodistruzione, che detonò dopo che il mezzo si era adagiato sul fondale della darsena di Vergarolla, nei pressi del Wien: il piroscafo, investito dallo scoppio (la mignatta detonò poco dopo lo scoppio della carica che aveva affondato la Viribus Units, esplosa alle 6:44), affondò nel porto di Pola. Alcuni militari tedeschi, saliti a bordo per cercare di recuperare o distruggere le attrezzature radio, perirono nell'affondamento.
Recuperato e riparato nel 1919 (la stazza venne leggermente aumentata a 7367 tsl, e successivamente ridotta a 7289 tsl), il Wien tornò al suo vecchio armatore, che, con il passaggio della Venezia Giulia dal dissolto Impero Austro-Ungarico al Regno d'Italia, aveva mutato nome in Società anonima di Navigazione Lloyd Triestino. Iscritta con matricola 482 al Compartimento marittimo di Napoli, la nave rientrò in servizio nel 1921, con il nome italianizzato in Vienna. Tra le linee su cui il Vienna (insieme all'Helouan) fu impiegato per il Lloyd Triestino vi fu anche la rotta Trieste-Venezia-Brindisi-Alessandria d'Egitto, sulla quale venne sostituito, nel 1931, dalla nuova motonave Victoria. In seguito la nave venne destinata alle rotte per l'Asia.

La nave Vienna trasporta gli infermi durante la guerra d’Etiopia.

Prima dell'inizio della guerra d'Etiopia, la Vienna fu una delle sei navi passeggeri (le altre erano California, Gradisca, Helouan, Aquileia e Cesarea) noleggiate (e poi requisite) tra il giugno e l'ottobre 1935 dalla Regia Marina per aggiungersi alle due già impiegate (Urania e Tevere) per il trasporto dei feriti e dei malati tra le truppe inviate in Eritrea e Somalia in preparazione dell'invasione. Dotate di attrezzature molto all'avanguardia per l'epoca (tra cui apparati di condizionamento dell’aria), queste navi non vennero classificate e denunciate presso gli appositi organismi internazionali come navi ospedale, ma come «navi trasporto infermi»: dato che delle navi ospedale non avrebbero potuto trasportare truppe e rifornimenti ma solo feriti e malati, tale classificazione venne ideata per poter utilizzate le unità in questione come trasporti di truppe e rifornimenti per le operazioni in Eritrea e Somalia all'andata, senza ledere le convenzioni internazionali, e per rimpatriare e curare feriti e malati al ritorno (le missioni delle navi trasporto infermi si concludevano sempre a Napoli). Tale decisione venne motivata anche dal fatto che occorreva sfruttare appieno ogni singolo viaggio, dato che Massaua, Chisimaio e gli altri porti di Eritrea e Somalia erano scarsamente ricettivi ed attrezzati in maniera non adeguata. Ugualmente provviste di dotazioni sanitarie e di personale medico (tra cui una dozzina di crocerossine), le navi trasporto infermi si distinguevano dalle navi ospedale per la colorazione, bianca ma priva di croci rosse e strisce verdi prescritte per tali unità.
Qualora fossero insorte più serie complicazioni con il Regno Unito era stato deciso che le navi trasporto infermi sarebbero state subito denunciate a Ginevra come vere e proprie navi ospedale, ma tale risoluzione non venne mai attuata. Dalla seconda metà del 1935 al 1936-1937 (tra il 1935 ed il 1937 le navi trasporto infermi compirono in tutto 104 missioni, trasportando 42.273 tra feriti e malati) la Vienna, dotata di 550 posti letto, venne quindi impiegata tra l'Italia e la futura Africa Orientale Italiana.

Il Po in servizio negli anni Trenta, con i colori del Lloyd Triestino.

Restituito agli armatori nel 1936, il piroscafo, ribattezzato Po nel 1937 (per altre fonti nel 1935 o nel 1938), riprese a svolgere servizio civile per il Lloyd Triestino, sino al 1940.
In vista dell'ingresso dell'Italia nella seconda guerra mondiale, il Po venne requisito il 21 maggio 1940 ed iscritto nel ruolo del naviglio ausiliario dello Stato (più precisamente del Naviglio Ausiliario Autonomo) il 10 luglio 1940, questa volta come vera e propria nave ospedale, con 600 posti letto. Ridipinta pertanto secondo le norme stabilite dalla Convenzione di Ginevra per le navi ospedale (scafo e sovrastrutture bianche, fascia verde interrotta da croci rosse sullo scafo e croci rosse sui fumaioli), la nave, dotata di adeguate attrezzature sanitarie (che comprendevano una sala operatoria, alcuni ambulatori e sale di medicazione, stanze attrezzate per la radiologia e laboratori di analisi) ed imbarcato personale medico, entrò in servizio nel luglio 1940.

La Po fotografata verosimilmente sul finire del 1940.

Subito dopo l'entrata in servizio la Po venne inviata a Messina, dove imbarcò numerosi feriti ed ustionati della corazzata Giulio Cesare, danneggiata da un proiettile inglese da 381 mm durante la battaglia di Punta Stilo del 9 luglio (venti marinai della nave da battaglia morirono infatti poco dopo l'arrivo a Messina, a causa delle gravi ustioni). Nel corso dell'estate del 1940 la nave ospedale effettuò alcune missioni di trasporto di feriti e malati da Tripoli e Bengasi.
Nel settembre 1940 la Po fu la prima nave ospedale ad essere inviata in Albania, compiendo una singola missione di trasporto di feriti e malati (particolare problema in tale zona era costituito dalla malaria), nell'ambito delle operazioni di sgombero degli ospedali albanesi in preparazione dell'attacco alla Grecia. Tale piano di “evacuazione sanitaria” venne completato dalla stessa Po con una seconda missione dello stesso tipo, nell'ottobre 1940.

La Po ormeggiata a Tripoli agli inizi del 1941.

Alle 17:15 dell'11 febbraio 1941 la nave ospedale, in navigazione del canale di Sicilia sulla rotta Napoli-Bengasi, venne attaccata e mitragliata da un velivolo sconosciuto, uscendo comunque indenne dall'attacco. L'aereo assalitore, avvistato in ritardo, venne identificato come un trimotore, tipo di bombardiere non in possesso della Royal Air Force, ma della Regia Aeronautica, pertanto l'attacco non venne denunciato. Successive ricerche nel dopoguerra appurarono tuttavia che l'autore del mitragliamento era un ricognitore britannico Martin Maryland (bimotore) del 431st General Reconnaissance Flight di base a Malta. Nel corso dello stesso mese la nave ospedale compì un'altra missione alla volta di Valona.

La sera del 14 marzo 1941 la Po giunse a Valona per imbarcare feriti e malati da rimpatriare (provenienti da due ospedali da campo, il n. 403 ed un altro collocato sulle colline antistanti la baia di Valona), operazione che si sarebbe svolta l'indomani mattina. Dopo l'arrivo, la nave si mise alla fonda nella rada di Valona, a circa un miglio e mezzo dalla costa. Benché munita dei contrassegni per il riconoscimento notturno, la nave venne obbligata dal Comando Marina di Valona a tenere le luci spente per non contravvenire alle regole sull'oscuramento, dato che si temeva che l'individuazione della Po, in caso di attacco aereo, avrebbe comportato anche la localizzazione delle altre unità, mercantili e militari, ormeggiate nei paraggi. Poco dopo le undici della sera stessa, quando ormai la gran parte dell'equipaggio dell'unità si era ritirato nei propri locali per la notte, la rada di Valona fu sottoposta a un attacco da parte di cinque aerosiluranti Fairey Swordfish dell'815° Squadron della Fleet Air Arm, decollati alle 21:15 dall'aeroporto greco di Paramythia (nel medesimo attacco venne abbattuto uno degli Swordfish, quello del comandante dell'815° Squadron, capitano di corvetta Jago, e venne affondato il piroscafo Santa Maria, poi recuperato e rimesso in servizio). 

La nave ospedale fotografata in navigazione.

La Po, essendo oscurata, non fu riconosciuta, e alle 23:15 venne colpita sul lato di dritta, a poppa, da un siluro da 730 kg sganciato dallo Swordfish del tenente di vascello Michael Torrens Spence. Dopo il siluramento saltò la corrente e la nave iniziò ad appopparsi rapidamente, imbarcando acqua, pertanto venne suonato l'allarme ed equipaggio e personale medico furono radunati in coperta, dopo di che vennero ammainate le lance di salvataggio. Durante le operazioni di abbandono della nave una delle imbarcazioni si capovolse: due crocerossine, Wanda Secchi ed Emma Tramontani, rimasero ferite venendo sbattute dall'acqua contro la murata della nave agonizzante e annegarono, mentre una terza, Maria Federici, che aveva cercato di salvarle, affogò anch'essa nel tentativo, nonostante l'intervento di un ufficiale, gettatosi in mare per soccorrerla. Dopo due minuti dall'impatto dal siluro la poppa della nave era già sommersa (nei locali poppieri rimasero bloccati e annegarono quattro marinai), e, in meno di una decina di minuti dal siluramento, la Po affondò, in posizione 40°22' N e 19°29' E, nei pressi della foce del Rio Secco, lasciando emergere solo la punta dell'albero di trinchetto per poco più di un metro. Parte dei superstiti rimase aggrappata a rottami staccatisi dalla nave, altri raggiunsero a nuoto la riva (come un ufficiale) o un cacciatorpediniere ormeggiato nelle vicinanze, mentre quattro uomini morirono d'ipotermia dopo essere stati tratti in salvo. Alcuni naufraghi, tra i quali Edda Ciano, anch'essa imbarcata come crocerossina, vennero recuperati da un peschereccio dopo essere rimasti aggrappati al relitto di una lancia di salvataggio, rimasta semisommersa perché ancora legata al relitto della nave ospedale.
Nell'affondamento trovarono la morte complessivamente 23 persone (per altre fonti 22 o 21), ovvero tre crocerossine (Wanda Secchi, Emma Tramontani e Maria Federici, alla cui memoria venne conferita la medaglia d'argento al valor militare, mentre una quarta crocerossina, morì di setticemia dopo alcuni mesi, avendo inghiottito acqua e nafta nell'affondamento) e venti marittimi su un totale di 240 persone, tra equipaggio e personale medico, imbarcate sulla Po. La propaganda italiana non parlò di attacco intenzionale, essendo la Po oscurata, ma mise in evidenza la morte di 23 persone e soprattutto delle crocerossine, mentre si cercò di non porre in risalto, per diretto ordine di Benito Mussolini, la presenza di Edda Ciano tra i superstiti, anche se la notizia si diffuse ugualmente con rapidità. Nei giorni seguenti l'affondamento otto palombari della Regia Marina, trasportati da tre unità navali, provvidero al recupero dei corpi dal relitto della nave ospedale.
Nel corso del suo servizio come nave ospedale la Po aveva svolto 14 missioni, trasportando complessivamente circa 6600 tra feriti e malati (2300 feriti e naufraghi e 4300 malati) dalla Libia e dall'Albania.
Il relitto della nave ospedale, adagiato in assetto di navigazione a un miglio dalla costa, su fondali tra i 30 metri e i 35 metri e in discreto stato di conservazione (le strutture superiori arrivano sino a 12 metri dalla superficie), è stato individuato da subacquei della IANTD il 31 luglio 2005.